# Troonswisseling in België (2013)

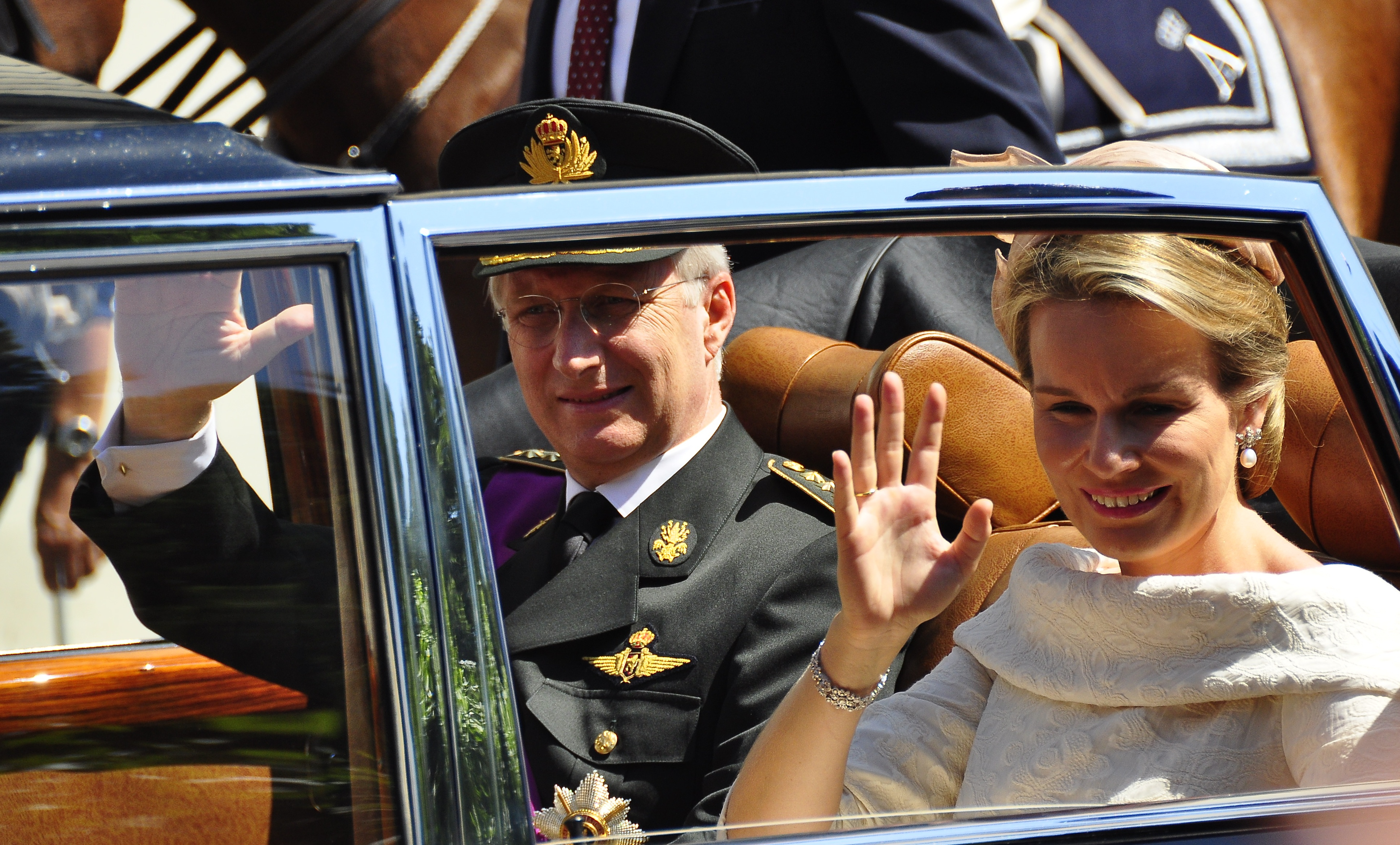
Koning Filip en koningin Mathilde tijdens een parade door Brussel na de eedaflegging.

Bij de troonswisseling in België op 21 juli 2013, de nationale feestdag van België, vond in Brussel de troonsafstand plaats van koning Albert II van België, gevolgd door de eedaflegging van Filip van België als zevende Koning der Belgen, wat het begin inluidde van het koningschap van koning Filip van België.

## Achtergrond
Sinds begin 2010 waren er geruchten over een mogelijke troonswisseling. De volledig vrijwillige abdicatie of troonsafstand van een Koning der Belgen was op dat moment nog nooit voorgekomen in de geschiedenis van de Belgische monarchie. Enkel koning Leopold III diende in 1951 te abdiceren, naar aanleiding van de Koningskwestie. De overige Koningen der Belgen overleden allen in de uitoefening van hun ambt.

## Aankondiging van de troonsafstand
In april 2013 deelde koning Albert II voor het eerst zijn intentie om af te treden mee aan premier Elio Di Rupo (PS). Twee mogelijke data lagen op dat moment op tafel: 21 juli 2013, de nationale feestdag van België, of 15 november 2013, Koningsdag. Uiteindelijk opteerde men voor het zomerse 21 juli. Eerste minister Di Rupo was aanvankelijk tegen, maar stemde later in met de wens om de troonsafstand nog enige maanden stil te houden. Di Rupo vreesde dat de republikeinsgezinde Vlaamse partij N-VA, de grootste partij van het land op dat moment en tevens de grootste oppositiepartij, de tussenliggende periode tussen de aankondiging en de effectieve troonsafstand zou gebruiken om het land te destabiliseren. Uiteindelijk maakte koning Albert II pas enkele weken op voorhand, op woensdag 3 juli 2013 om 18 uur via een op de Belgische televisie en radio rechtstreeks uitgezonden toespraak bekend dat hij op 21 juli dat jaar zou aftreden ten gunste van zijn zoon, kroonprins Filip van België. Als reden voor zijn aftreden gaf hij dat zijn hoge leeftijd en gezondheid hem parten speelden:

Ik ben mijn 80e jaar ingegaan, een leeftijd die geen enkele van mijn voorgangers in de uitoefening van zijn ambt heeft bereikt. Ik stel vast dat mijn leeftijd en mijn gezondheid mij niet meer toelaten mijn ambt uit te oefenen zoals ik dat zou willen doen.
(...)
Het is dus met sereniteit en vol vertrouwen dat ik u mijn voornemen meedeel om op 21 juli 2013, de dag van onze nationale feestdag, af te treden ten gunste van de troonopvolger, mijn zoon prins Filip.
— Koning Albert II van België

De toespraak werd uitgezonden op de grote Vlaamse en Franstalige televisiezenders Eén, Canvas, VTM, La Une en RTL TVI, alsook op de grote radiozenders van het land. Hoewel men al langer een troonswisseling verwachtte, was de timing van de aankondiging veeleer onverwacht.
Enkele dagen voor de aankondiging raakte bekend dat Delphine Boël koning Albert II, prins Filip en prinses Astrid had gedagvaard om het vaderschap van koning Albert II te laten vaststellen.

## Laatste activiteiten van koning Albert II

### Borstbeelden in de Senaat
Op 16 juli werden in het Groene Salon van de Senaat borstbeelden van Albert en Paola onthuld. De beelden zijn gemaakt door Wilfried Pas en werden als geschenk aan de koning overhandigd door een ontvangstcomité bestaande uit Senaatsvoorzitter Sabine de Bethune, Kamervoorzitter André Flahaut, voorzitster van het College van Quaestoren Olga Zrihen en Jan Hoet, lid van de Kunstcommissie van de Senaat.

### Afscheidsbezoeken
Op 17, 18 en 19 juli bezochten koning Albert II en koningin Paola achtereenvolgens Gent, Eupen en Luik. Deze bezoeken kaderden origineel binnen de viering van het twintigjarige koningschap van koning Albert II, maar werden na de aankondiging van de troonsafstand een reeks van afscheidsbezoeken aan de drie gemeenschappen van België.
Op 17 juli bracht het koningspaar een afscheidsbezoek aan Vlaanderen in Gent. Koning Albert II en koningin Paola bezochten het Stadsmuseum Gent en de nieuwe Ghelamco Arena. Ze werden ontvangen door burgemeester Daniël Termont (sp.a) en gouverneur Jan Briers.
Op donderdag 18 juli 2013 bezocht het vorstenpaar Eupen en nam daarbij afscheid van inwoners van de Duitstalige Gemeenschap.
De volgende dag, op vrijdag 19 juli 2013, bezocht het vorstenpaar de Waalse stad Luik, waar de koning en de koningin onder meer het Théâtre Royal de Wallonie bezochten.
Daags voor de troonsafstand van koning Albert II woonde zowel koning Albert II als koningin Paola als prins Filip en prinses Mathilde een concert bij in het Paleis voor Schone Kunsten van Brussel, waarna zij aansloten bij het volkse Bal National in het hart van de Marollenwijk, eveneens te Brussel.

## Gebeurtenissen op 21 juli 2013

### Overzicht
Het draaiboek voor de gebeurtenissen op 21 juli 2013 in Brussel lag vast als volgt:
- 9:00-9:30: Te Deum in Sint-Michiel en Sint-Goedelekathedraal.
- 10:30: Troonsafstand Koning Albert II in de troonzaal van het Koninklijk Paleis van Brussel.
- 12:00: Eedaflegging door Prins Filip voor de Verenigde Kamers in het Paleis der Natie. Na de eedaflegging werden 101 saluutschoten afgevuurd in het Jubelpark.[6]
- 13:00: Het nieuwe vorstenpaar en de koninklijke familie groeten de bevolking vanop het balkon van het Koninklijk Paleis aan het Paleizenplein.
- 14:10: Huldebetoon door koning Filip aan het Graf van de onbekende soldaat aan de Congreskolom.
- 16:05: Schouwen van de burgerlijke en militaire troepen door koning Filip.
- 17:00: Koninklijk defilé op het Paleizenplein.
- 19:00: Start van het volksfeest in het Warandepark, waaraan de koninklijke familie deelnam.
- 22:20: Toespraak van koning Filip vanop het balkon van het koninklijk paleis.
- 23:00: Vuurwerkspektakel, afgeschoten vanop het Paleis der Academiën op het Paleizenplein.

### De troonsafstand van koning Albert II
De Belgische Grondwet voorziet niet in enige specifieke procedure om als Koning afstand te doen van de troon. Minister van Justitie Annemie Turtelboom (Open Vld) maakte daardoor een proces-verbaal op, geïnspireerd op de akte van troonsafstand die koning Alberts vader koning Leopold III had ondertekend op 16 juli 1951. Deze akte was toen opgesteld door de toenmalige minister van Justitie Ludovic Moyersoen.
De akte van troonsafstand luidt:

Ten jare tweeduizend dertien, de eenentwintigste juli, om 10 uur 30;
Wij, Annemie TURTELBOOM, Minister van Justitie,
Hebben op uitnodiging van Zijne Majesteit Koning Albert II, ons naar het Koninklijk Paleis te Brussel begeven om de akte tot vaststelling van de beslissing die de troonsbestijging van Zijne Koninklijke Hoogheid Prins Filip, Prins van België, moet verzekeren, op te maken;
Zijne Majesteit Koning Albert II, binnengetreden in gezelschap van Zijne Koninklijke Hoogheid Prins Filip, heeft, na de vergadering te hebben toegesproken en na de Eerste Minister in zijn antwoord te hebben gehoord, ons verzocht een akte op te maken van Zijne plechtige verklaring waarbij Hij een einde maakt aan Zijn regering en definitief afstand doet van de grondwettelijke macht die Hij krachtens artikel 85 van de Grondwet bezit;
Van al hetgeen voorafgaat, hebben wij deze akte opgemaakt in twee originelen, waarvan wij voorlezing gedaan hebben en die in het Archief van het Koninklijk Huis van België en in het Archief van de Federale Overheidsdienst Justitie zullen blijven berusten.

— Akte van troonsafstand van Zijne Majesteit Koning Albert II, 21 juli 2013.

De akte werd eerst ondertekend door koning Albert II om 10:46, en daarna chronologisch gevolgd door de volgende getuigen:
- André Flahaut, voorzitter van de Kamer van volksvertegenwoordigers
- Sabine de Bethune, voorzitter van de Senaat
- Elio Di Rupo, premier van België
- Pieter De Crem, vice-eersteminister
- Didier Reynders, vice-eersteminister
- Johan Vande Lanotte, vice-eersteminister
- Alexander De Croo, vice-eersteminister
- Joëlle Milquet, vice-eersteminister
- Laurette Onkelinx, vice-eersteminister
- Marc Bossuyt, voorzitter van de Nederlandse taalgroep van het Grondwettelijk Hof
- Jean Spreutels, magistraat van het Grondwettelijk Hof
- Etienne Goethals, eerste voorzitter van het Belgisch Hof van Cassatie
- Jean-François Leclercq, procureur-generaal van het Hof van Cassatie
- Robert Andersen, eerste voorzitter van de Belgische Raad van State
- Annemie Turtelboom, minister van Justitie
- Jean-Paul Janssens, voorzitter van de Federale Overheidsdienst Justitie

In tegenstelling tot in Nederland ondertekende de toekomstige koning Filip de akte van troonsafstand niet. De toekomstige koningin Mathilde evenmin. Bij de troonsafstand van koningin Beatrix der Nederlanden enkele maanden eerder, ondertekende ook Willem-Alexander en Máxima de akte van abdicatie.
Vanaf de ondertekening van de akte van troonsafstand tot op het moment van de eedsaflegging door prins Filip was er geen staatshoofd in België. De Koning neemt immers pas bezit van de troon nadat hij de grondwettelijke eed heeft afgelegd, zo stelt artikel 91 van de Belgische Grondwet. In tussentijd werden de koninklijke prerogatieven uitgeoefend door de in Raad verenigde Ministers.

### Eedaflegging van koning Filip
Om 12:00 kwam Filip aan in de plenaire vergaderzaal van de Kamer van volksvertegenwoordigers, waar de Verenigde Kamers waren samengekomen. Nadat Filip zich neerzette in de koninklijke troon, hield de voorzitter van de Kamer André Flahaut (PS) een korte toespraak en nodigde hij de nieuwe koning uit om de grondwettelijke eed af te leggen. Koning Filip legde die eed af om 12:12 in de drie officiële landstalen (in volgorde: Nederlands, Frans en Duits):

Ik zweer dat ik de Grondwet en de wetten van het Belgische volk zal naleven, 's Lands onafhankelijkheid handhaven en het grondgebied ongeschonden bewaren.
Je jure d'observer la Constitution et les lois du peuple belge, de maintenir l'indépendance nationale et l'intégrité du territoire.
Ich schwöre, die Verfassung und die Gesetze des belgischen Volkes zu beachten, die Unabhängigkeit des Landes zu erhalten und die Unversehrtheit des Staatsgebietes zu wahren.

— Grondwettelijke eed

Daarna hield koning Filip zijn troonrede, waarin hij benadrukte zich bewust te zijn van de verantwoordelijkheid die op hem rust. Hij nam ook de gelegenheid te baat zijn vader te bedanken, die hij een geëngageerde vorst noemde.
Na de toespraak nodigde de voorzitster van de Senaat, Sabine de Bethune, de aanwezigen uit tot het beluisteren van de Brabançonne en het Europees volkslied, waarmee de eedsaflegging afgesloten werd. Na de eedaflegging werden 101 saluutschoten afgevuurd vanuit het Jubelpark, elk met een tussenperiode van 30 seconden.

### Begroeting van de bevolking
Na de eedaflegging vertrokken de nieuwe koning en de nieuwe koningin met de rest van de koninklijke familie naar het Koninklijk Paleis van Brussel, waar ze op het balkon verschenen. Na het nieuwe koningspaar kwam het voormalige koningspaar, Albert en Paola, op het balkon. Daarna werd door Albert en Paola plaatsgemaakt voor de vier kinderen van Filip en Mathilde: kroonprinses en hertogin van Brabant Elisabeth, prins Gabriël, prins Emmanuel en prinses Eléonore. De balkonscène werd afgesloten door de verschijning van de gehele koninklijke familie: koningin Fabiola, prins Laurent met prinses Claire en prinses Astrid met prins Lorenz voegden zich bij voorgenoemden.

### Korte toespraak en vuurwerk
Op datzelfde balkon verschenen koning Filip en koningin Mathilde later op de avond (rond 22:20) nogmaals om zich te richten tot de bevolking met een dankwoord. De korte speech was pas in de namiddag in extremis aangekondigd. Nadien werd er vuurwerk afgestoken vanop het Paleis der Academiën op het Paleizenplein, zoals gebruikelijk op 21 juli.

## Na de troonswisseling
Koning Albert II blijft de titel koning dragen. Hij is niet langer de Koning, maar draagt nog wel de titel van koning. Er is echter een essentieel verschil in titulatuur: Filip wordt Koning der Belgen en Albert II wordt koning. Koning Filip krijgt geen volgnummer omdat hij de eerste der Belgische monarchen is die die naam draagt.
Na de troonsafstand ontstond een unieke situatie: België telde twee koningen en drie koninginnen (Fabiola, Paola en Mathilde). Dat laatste duurde tot aan het overlijden van koningin Fabiola anderhalf jaar later, op 5 december 2014.
Prinses Astrid en prins Laurent verliezen hun zetel in de Belgische Senaat. Tot aan de kroning waren ze als meerderjarige kinderen van de koning senator van rechtswege. Verder werd er een nieuwe kabinetschef aangesteld: baron Frans van Daele nam de taak van Jacques van Ypersele de Strihou over.
Op 22 juli 2013 ontving de nieuwe koning Filip een reeks hoge gezagsdragers. Een daarvan was premier Elio Di Rupo (PS) die op audiëntie kwam om daar volgens traditie het ontslag van de regering aan te bieden, dat door de koning traditiegetrouw geweigerd wordt.

### Blijde intredes
In september en oktober 2013 hielden koning Filip en koningin Mathilde een reeks 'blijde intredes' in de provinciehoofdsteden van België. Dit was het schema:
- Vlaams-Brabant (Leuven): 6 september
- Waals-Brabant (Waver): 10 september
- Henegouwen (Bergen): 17 september
- Limburg (Hasselt): 24 september
- Antwerpen (Antwerpen): 27 september
- Namen (Namen): 2 oktober
- Luik (Luik): 11 oktober
- Oost-Vlaanderen (Gent): 16 oktober
- Luxemburg (Aarlen): 18 oktober
- Duitstalige Gemeenschap (Eupen): 23 oktober
- West-Vlaanderen (Brugge): 25 oktober

## Belgisch Staatsblad
De akte van troonsafstand en de verklaring van de eedaflegging werden gepubliceerd in het Belgisch Staatsblad.

Belgisch Staatsblad van 21 juli 2013
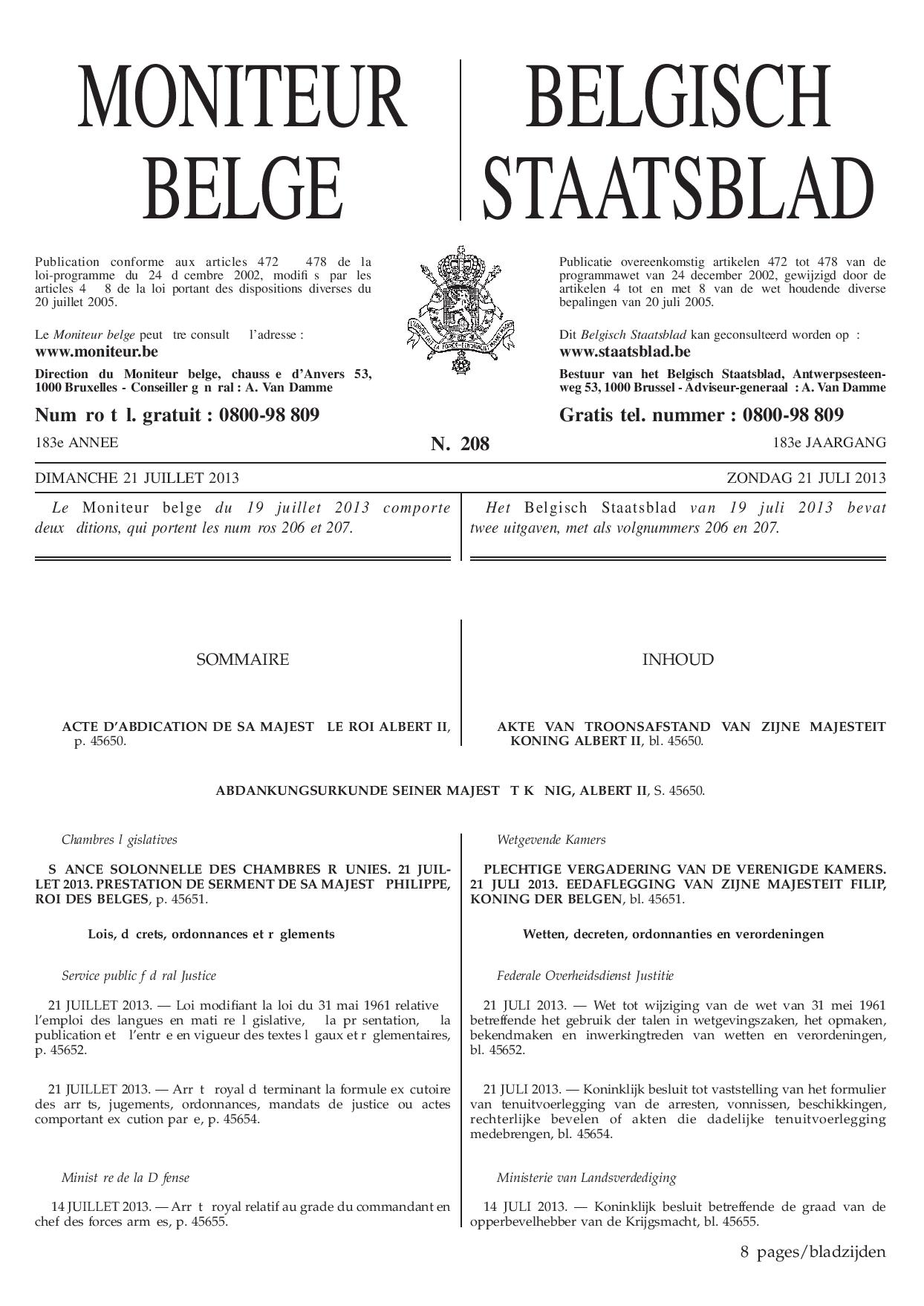
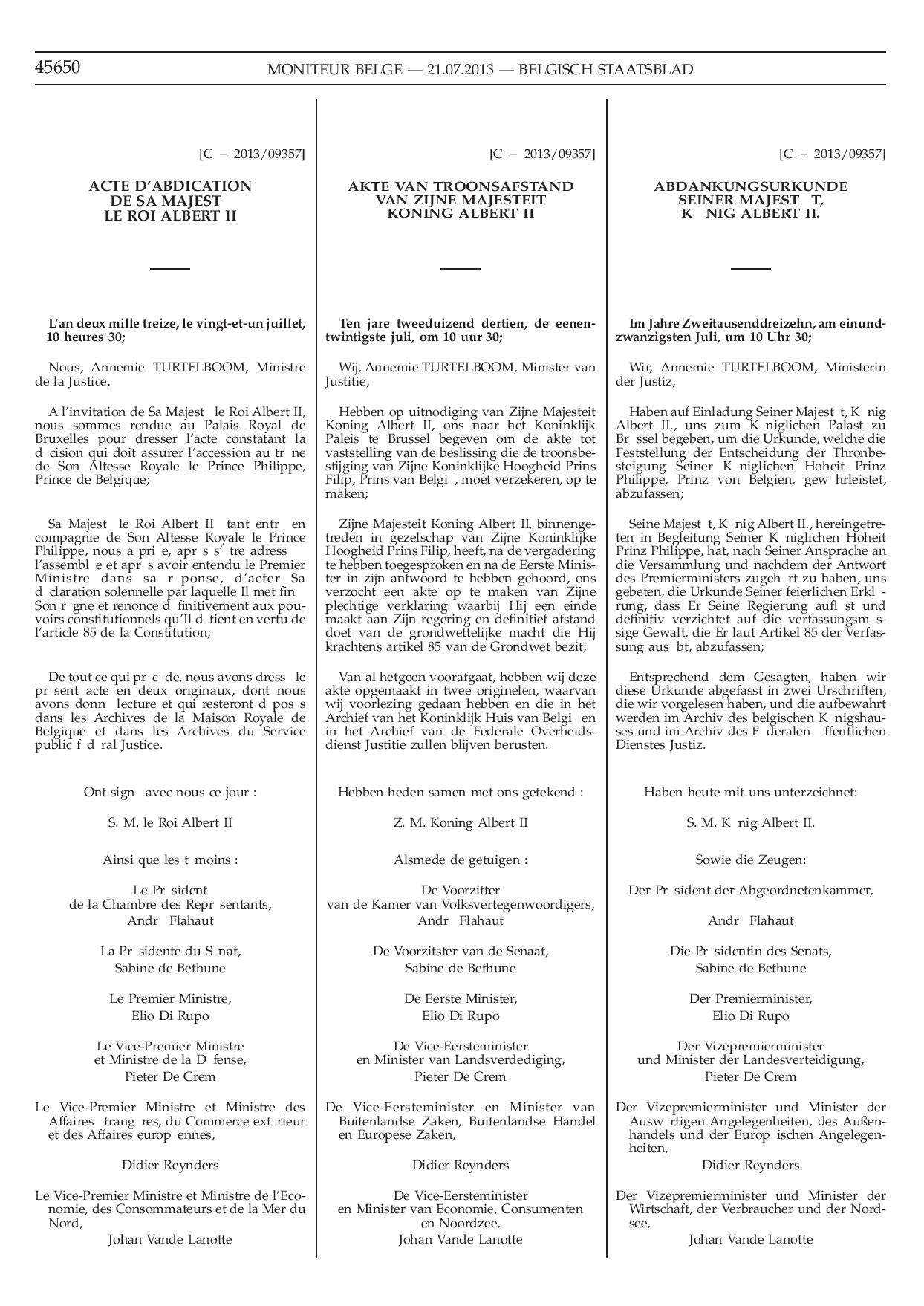
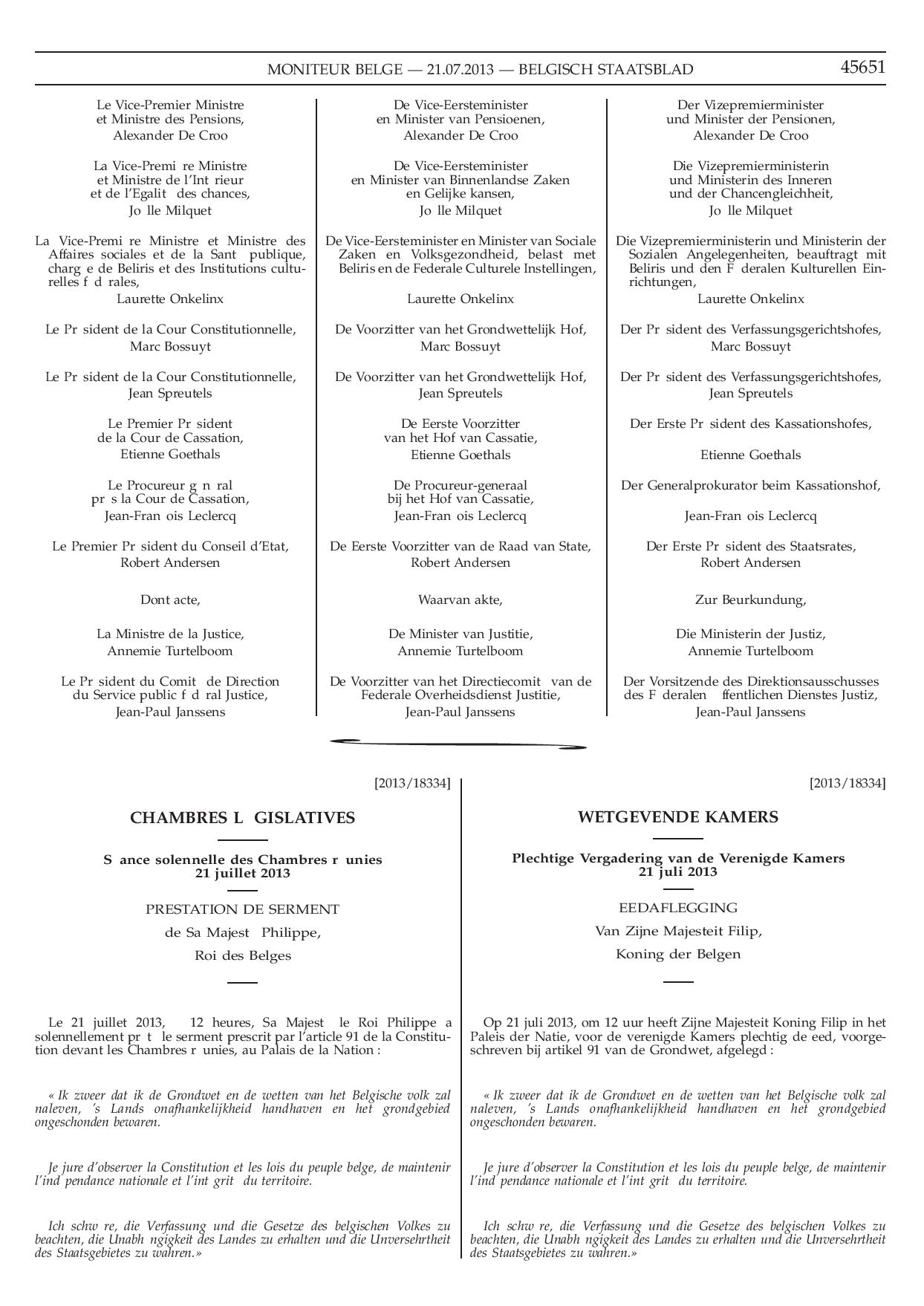
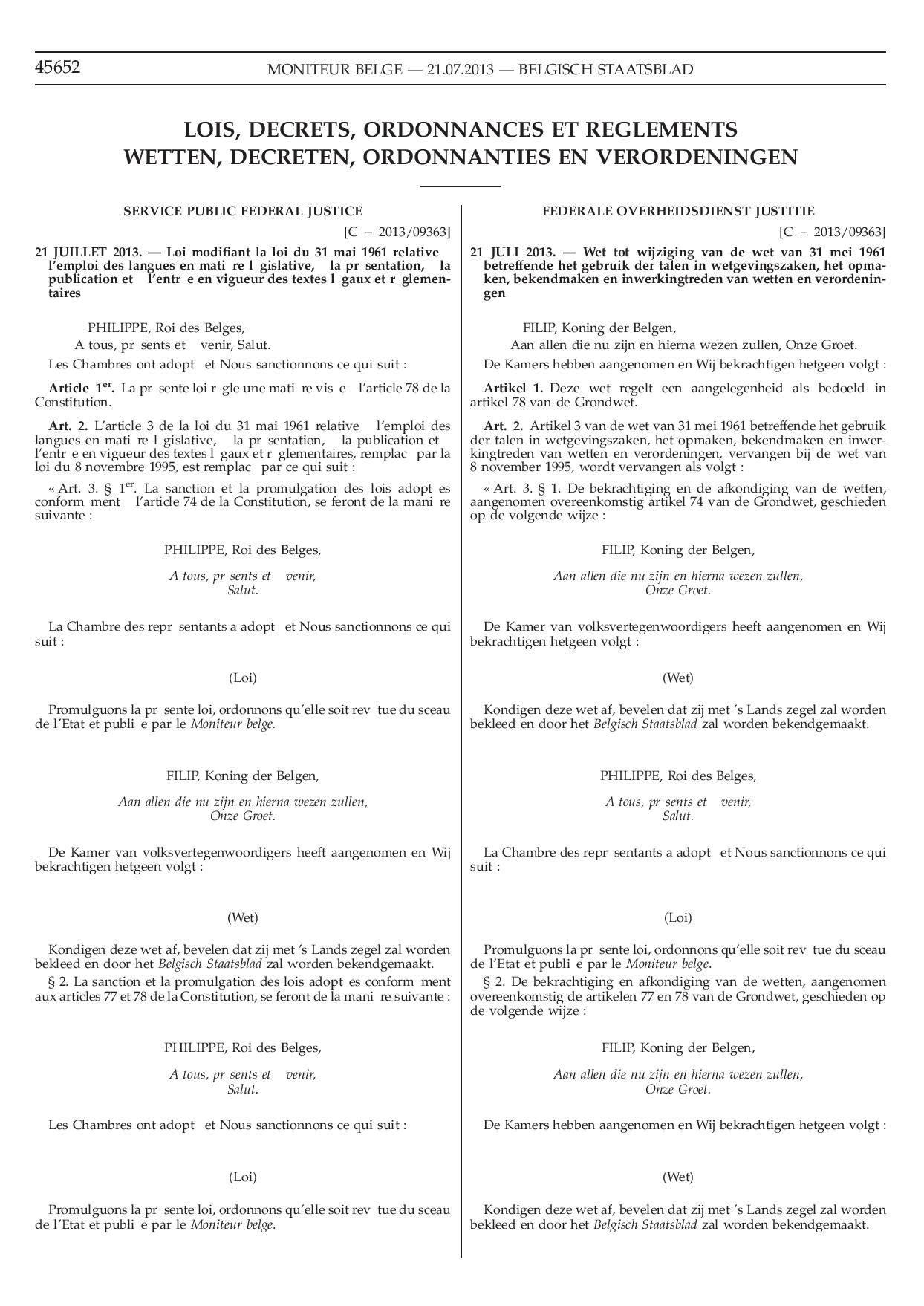
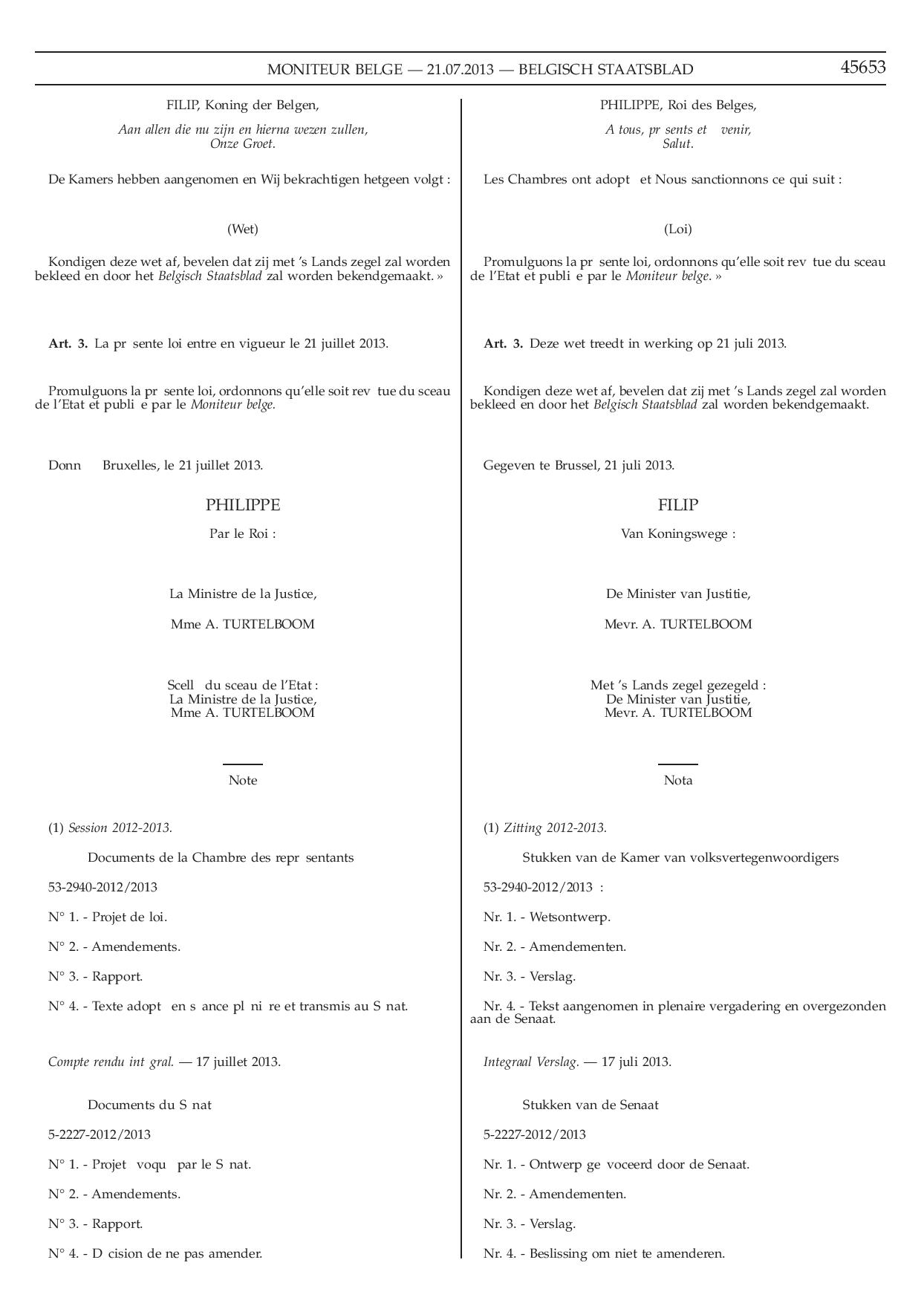

## Media-aandacht
De troonswisseling werd zowel door de binnenlandse als door de buitenlandse pers gevolgd. Er werd een marathonuitzending gehouden op Eén. Die trok gemiddeld 510.517 kijkers, met een piek van 877.696 kijkers om 13.06 uur, en bereikte 50,8% van alle kijkers.